# Joutsensuo-Vareputaanojanlehto
Joutsensuo-Vareputaanojanlehto este o arie protejată (arie specială de conservare — SAC, sit de importanță comunitară — SCI) din Finlanda întinsă pe o suprafață de 41 ha, integral pe uscat.

## Localizare
Centrul sitului Joutsensuo-Vareputaanojanlehto este situat la coordonatele 65°13′32″N 25°24′29″E / 65.2256°N 25.4081°E.

## Înființare
Situl Joutsensuo-Vareputaanojanlehto a fost declarat sit de importanță comunitară în august 1998 pentru a proteja 1 specie de plante. Situl a fost protejat și ca arie specială de conservare în aprilie 2015.

## Biodiversitate
Situată în ecoregiunea boreală, aria protejată conține 5 habitate naturale: Lacuri și iazuri distrofice naturale, Turbării active, Mlaștini alcaline, Păduri fino-scandinave bogate în ierburi cu Picea abies, Mlaștini împădurite.
La baza desemnării sitului se află o specie protejată de  plante: Hamatocaulis vernicosus.
Pe lângă speciile protejate, pe teritoriul sitului au mai fost identificate 11 specii de plante.